# Tianfulu
Tianfulu (kinesiska: 天福路街道, 天福路) är en socken i Kina. Den ligger i provinsen Shandong, i den östra delen av landet, omkring 450 kilometer öster om provinshuvudstaden Jinan. Antalet invånare är 62 408. Befolkningen består av 32 703 kvinnor och 29 705 män. Barn under 15 år utgör 12,0 %, vuxna 15-64 år 79 %, och äldre över 65 år 7,0 %.
Genomsnittlig årsnederbörd är 717 millimeter. Den regnigaste månaden är juli, med i genomsnitt 210 mm nederbörd, och den torraste är januari, med 14 mm nederbörd.